# A Concerto Is a Conversation
A Concerto Is a Conversation ist ein Dokumentar-Kurzfilm von Kris Bowers und Ben Proudfoot aus dem Jahr 2020.

## Handlung
Der Film ist als Dialog zwischen Filmkomponist Kris Bowers und seinem 92-jährigen Großvater Horace Bowers konzipiert. Horace Bowers erzählt von seinem Aufwachsen im tiefen Süden in der Zeit der Jim-Crow-Gesetze. Von dort aus machte er sich auf den Weg nach Los Angeles, wo er, trotz aller Diskriminierung, eine Wäscherei besaß. Schließlich kam sein Enkelsohn zur Welt. Diesen unterstützte er von frühester Jugend an und brachte ihn zum Klavierspielen. Kris Bowers schrieb unter anderem die Musik zum Oscar-prämierten Green Book – Eine besondere Freundschaft. Der Dokumentarfilm führt zur Uraufführung seines Geigenkonzerts For a Younger Self. Am Ende singt Horace Bowers den Gospel-Song How Great Thou Art und wird von seinem Enkel am Klavier begleitet.

## Hintergrund
Ben Proudfoot, sein Co-Regisseur, wollte den Entstehungsprozess von dessen Werk For a Younger Self, dessen Premiere in der Walt Disney Concert Hall erfolgen sollte, dokumentieren. Doch als Proudfoot von der engen Verbindung und der interessanten Geschichte von Bowers’ Großvater hörte, schrieben sie den Film um. Kris Bowers nutzte diesen Film, um die Geschichte seines Großvaters, den er als großen Einfluss sieht, zu erzählen, ehe dieser stirbt.
Der Film ist an die musikalische Form eines Konzerts konzipiert, worauf auch der Titel hinweist. Für die Dialogsequenzen wurde ein von Errol Morris erfundenes Gerät namens Interrotron verwendet. Die beiden sahen sich beim Dialog über eine Art Monitor an, der gleichzeitig als Kamera fungierte, so dass für den Betrachter der Effekt entsteht, man würde zwischen den beiden stehen.

## Rezeption
Der Film wurde für die Oscarverleihung 2021 als Bester Dokumentar-Kurzfilm nominiert.
Laura Ermerick lobte den Film auf Rogerebert.com als Statement zur „Black Lives Matter“-Bewegung. Die Geschichte von Bowers sei eine Inspiration, wie man durch alle Widrigkeiten, selbst systematischen Rassismus, nicht nur für sich selbst etwas erreichen könne, sondern auch die Geschicke der nachfolgenden Generationen lenken könne.